# Regionalwahl in den Abruzzen 2024

Wahlkreise

Die Regionalwahl in den Abruzzen 2024 fand am 10. März statt. Gewählt wurden alle 30 Mitglieder des Regionalrates (Consiglio regionale) und der Präsident des Regionalausschusses (Presidente della Giunta regionale).
Es gibt vier Wahlkreise, die den Provinzen entsprechen:
- Chieti;
- L’Aquila;
- Pescara;
- Teramo.

## Wahlergebnis
| Kandidaten                                      | Kandidaten            | Stimmen | %    | Listen              | Stimmen | %    | Mandate |
| ----------------------------------------------- | --------------------- | ------- | ---- | ------------------- | ------- | ---- | ------- |
|                                                 | Marco Marsiliogewählt | 327.660 | 53,5 | Fratelli d’Italia   | 139.578 | 24,1 | 8       |
| Forza Italia                                    | Marco Marsiliogewählt | 327.660 | 53,5 | 77.841              | 13,4    | 4    |         |
| Lega Salvini Abruzzo                            | Marco Marsiliogewählt | 327.660 | 53,5 | 43.816              | 7,6     | 2    |         |
| Marsilio Presidente                             | Marco Marsiliogewählt | 327.660 | 53,5 | 33.102              | 5,7     | 2    |         |
| Noi Moderati                                    | Marco Marsiliogewählt | 327.660 | 53,5 | 15.516              | 2,7     | 1    |         |
| Unione di Centro – Democrazia Cristiana         | Marco Marsiliogewählt | 327.660 | 53,5 | 6.784               | 1,2     | –    |         |
| ↳ Gesamt                                        | Marco Marsiliogewählt | 327.660 | 53,5 | 316.637             | 54,7    | 17   |         |
|                                                 | Luciano D’Amico       | 284.748 | 46,5 | Partito Democratico | 117.497 | 20,3 | 6       |
| Abruzzo Insieme                                 | Luciano D’Amico       | 284.748 | 46,5 | 44.353              | 7,7     | 2    |         |
| Movimento 5 Stelle                              | Luciano D’Amico       | 284.748 | 46,5 | 40.629              | 7,0     | 2    |         |
| Azione                                          | Luciano D’Amico       | 284.748 | 46,5 | 23.156              | 4,0     | 1    |         |
| Alleanza Verdi e Sinistra – Democrazia Solidale | Luciano D’Amico       | 284.748 | 46,5 | 20.655              | 3,6     | 1    |         |
| Riformisti e Civici – PSI – Abruzzo Vivo        | Luciano D’Amico       | 284.748 | 46,5 | 16.275              | 2,8     | –    |         |
| Mandate der Listengruppe                        | Luciano D’Amico       | 284.748 | 46,5 | –                   | –       | 1    |         |
| ↳ Gesamt                                        | Luciano D’Amico       | 284.748 | 46,5 | 262.565             | 45,3    | 13   |         |
| Gesamt                                          | Gesamt                | 612.408 | 100  |                     | 579.202 | 100  | 30      |
|                                                 |                       |         |      |                     |         |      |         |
| Quelle: Innenministerium                        |                       |         |      |                     |         |      |         |

## Ergebnis nach Wahlkreisen
| Wahlkreis | Kandidaten (%) | Kandidaten (%) | Gültige Stimmen |
| Wahlkreis | Marsilio       | D’Amico        | Gültige Stimmen |
| --------- | -------------- | -------------- | --------------- |
| Chieti    | 51,5           | 48,5           | 177.600         |
| L’Aquila  | 61,3           | 38,7           | 145.405         |
| Pescara   | 51,7           | 48,3           | 148.405         |
| Teramo    | 49,8           | 50,2           | 140.998         |